# Altinote nelea
Altinote nelea är en fjärilsart som beskrevs av Jean Baptiste Godart 1819. Altinote nelea ingår i släktet Altinote och familjen praktfjärilar. Inga underarter finns listade i Catalogue of Life.